# 松平康東
松平 康東（まつだいら こうとう、1903年（明治36年）2月5日 - 1994年（平成6年）5月4日）は、日本の外交官。叔父は元在アメリカ合衆国日本大使来栖三郎。

## 経歴
東京府東京市で松平市三郎の長男として生まれる。開成中学校、第一高等学校を経て、1926年（大正15年）11月、高等試験外交科試験に合格。1927年（昭和2年）3月、東京帝国大学法学部法律学科（仏法）を卒業。
1927年4月、外務省に入省し、同省在外研究員としてフランスに留学した。外交官補・フランス在勤、外務事務官・条約局第二課勤務、外務書記官・条約局第二課長を歴任。1941年（昭和16年）1月、大使館二等書記官・アメリカ在勤となる。日米開戦に伴い、1942年（昭和17年）8月に交換船で帰国した。同年12月、条約局第一課長に就任し、1944年（昭和19年）4月、一等書記官・ソビエト連邦在勤となる。
戦後、臨時外務省事務、調査局長を務め、1949年（昭和24年）11月に退官した。1950年（昭和25年）6月、第2回参議院議員通常選挙で全国区に自由党公認で出馬したが落選した。
その後、外務省参与、駐カナダ大使、駐国連代表部大使、駐インド大使を歴任した。
国連大使であった1961年2月21日、外務省外交問題懇談会で、国連警察軍への派兵は国連協力の根本をなすもの、と発言し問題化。2月24日、首相池田勇人は、参議院で同発言を否定した。

## 墓所
墓所は石川県金沢市の妙慶寺。

## 家族・親族
松平家
石川県金沢市、東京府
- 父・松平市三郎（日本郵船の参事、東京府士族、石川県士族・松平康入の三男、先代・松平康年の養子）[10][11][12][13][14][15]

1871年1月（明治3年12月） - 没
東京帝国大学法科大学英法科卒業後、日本郵船入社、同函館支店長、上海支店長などを務めた。第四高等学校 (旧制)の学友に徳田秋声らがいる。
- 母・タミ（滋賀県・山村総俊の長女）[10][11][12][13]

1880年（明治13年）8月 - 没
- 弟・康西（日本特殊燃料の専務、石川県士族・松平康蕃、ていの養子）[10][11][12][13][15]

1907年（明治40年）9月 - 没
- 弟嫁・幸子（弟・康西の妻）[15]

1916年（大正5年）3月 - 没
- 姪・康子（弟・康西の長女）[15]

1939年（昭和14年）7月 -
- 姪・照子（弟・康西の次女）[15]

1942年（昭和17年）3月 -
- 姪・和子（弟・康西の三女）[15]

1946年（昭和21年）4月 -
- 弟・康南[10][11][12][13][14]

1910年（明治43年）3月 - 没
- 妻・愛（湯原甫の姉）[14]

1907年（明治40年）1月 - 没